# Kastell Dunaszekcső

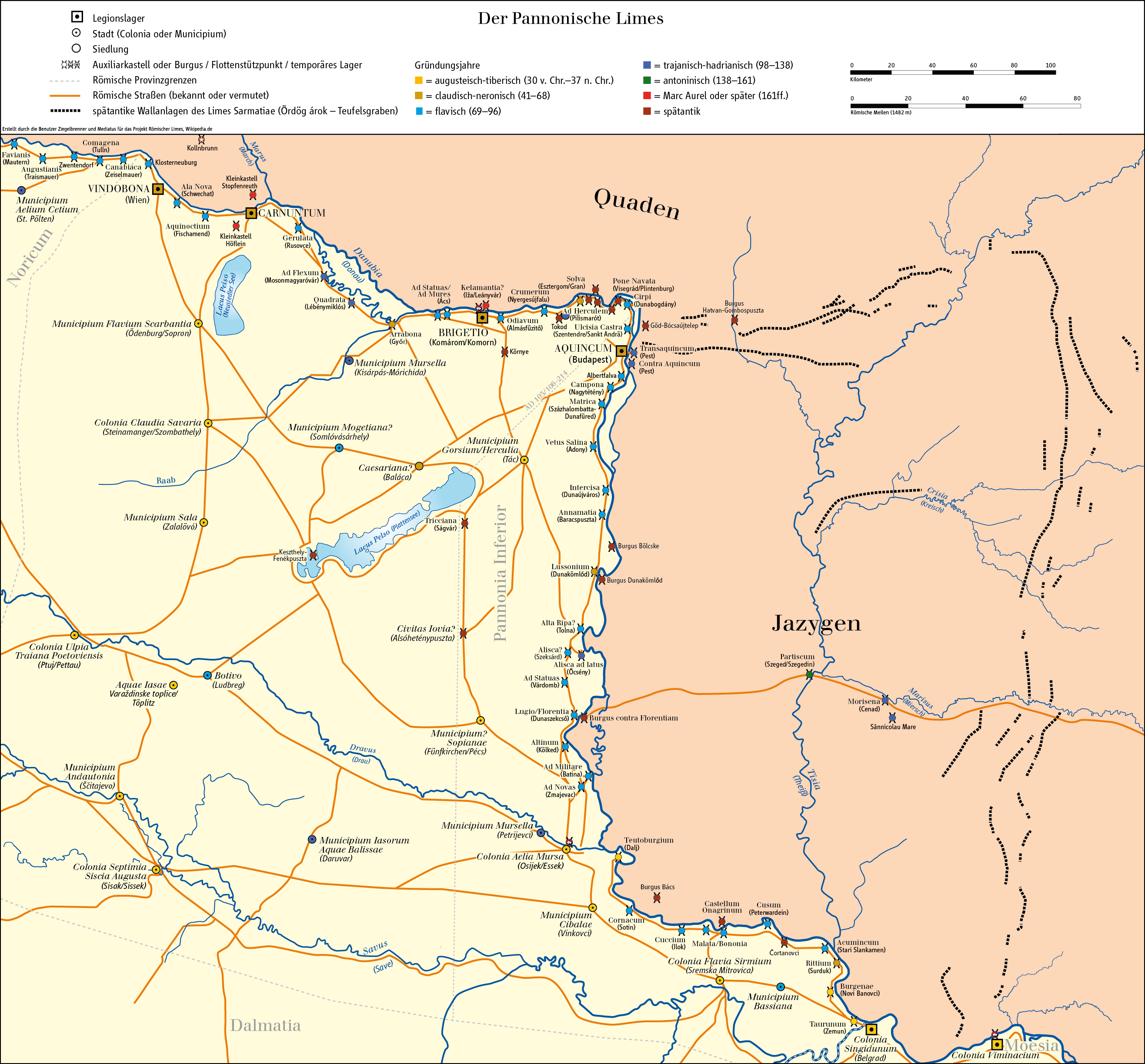
Die Lage des Kastells Dunaszekcső am niederpannonischen Donaulimes

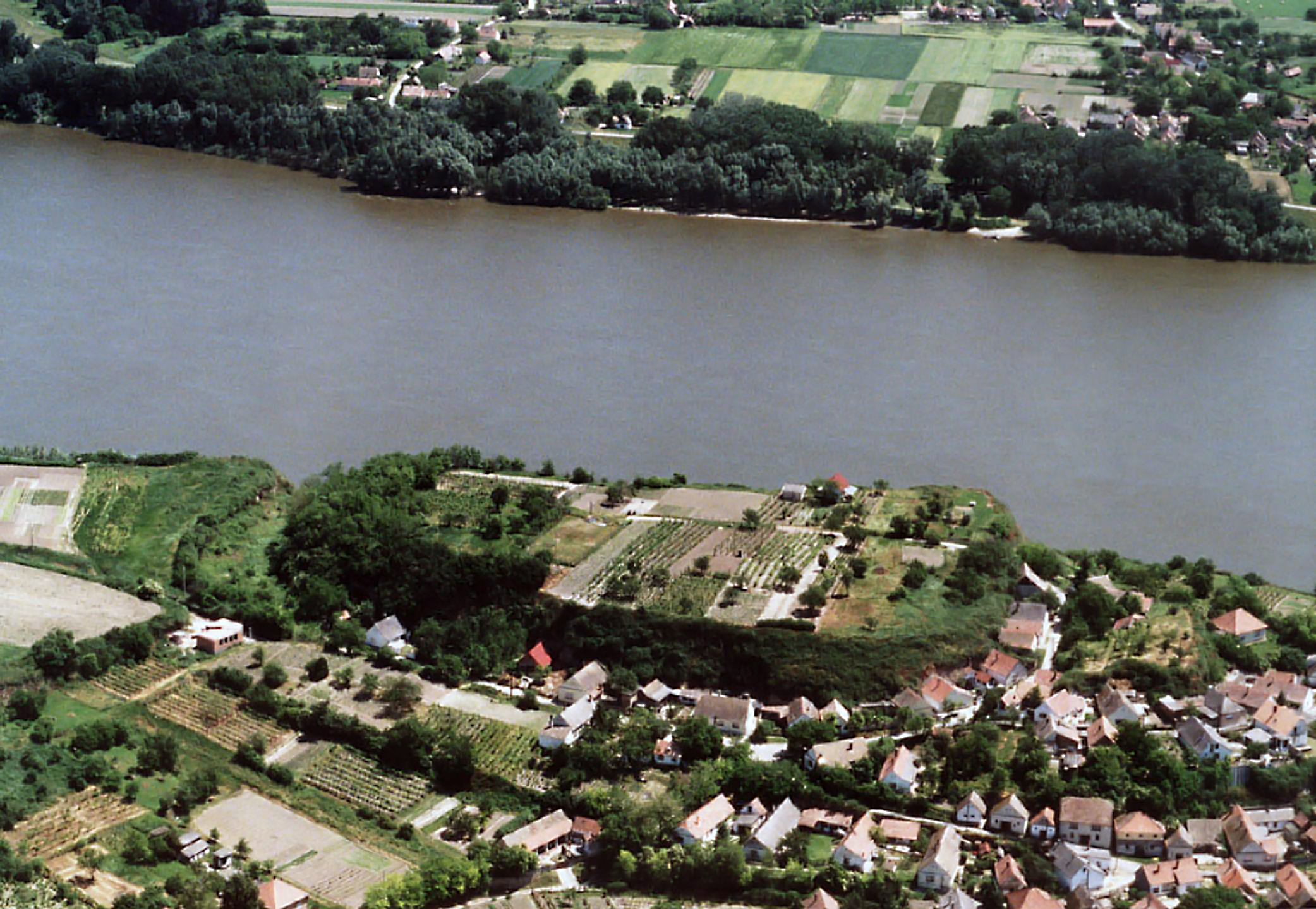
Im Vordergrund liegt das auf einem mächtigen Lößsockel errichtete Kastell Lugio/Florentia; auf der gegenüberliegenden Flussseite, an der kleinen Lichtung des Ufersaums, befand sich der spätantike Ländeburgus.

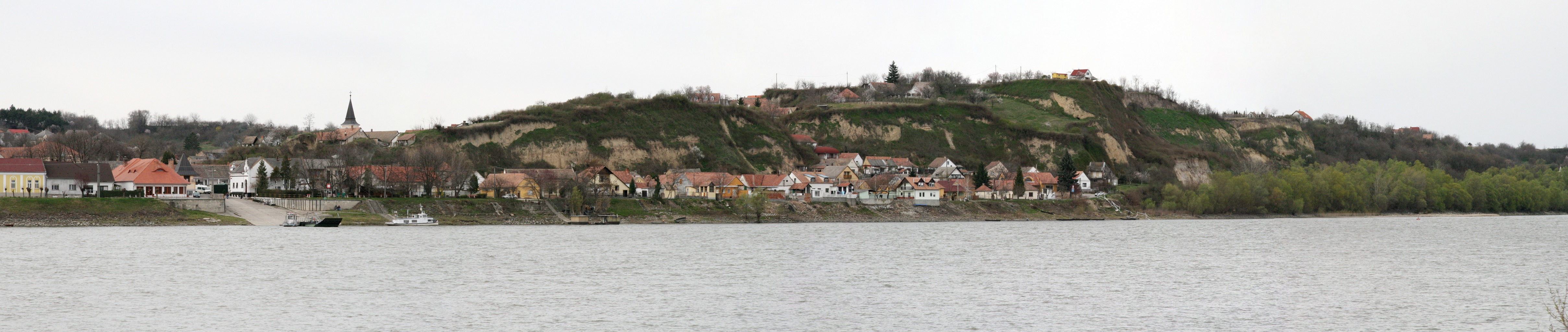
Der Burgberg von einem südöstlichen Standort über die Donau hinweg gesehen

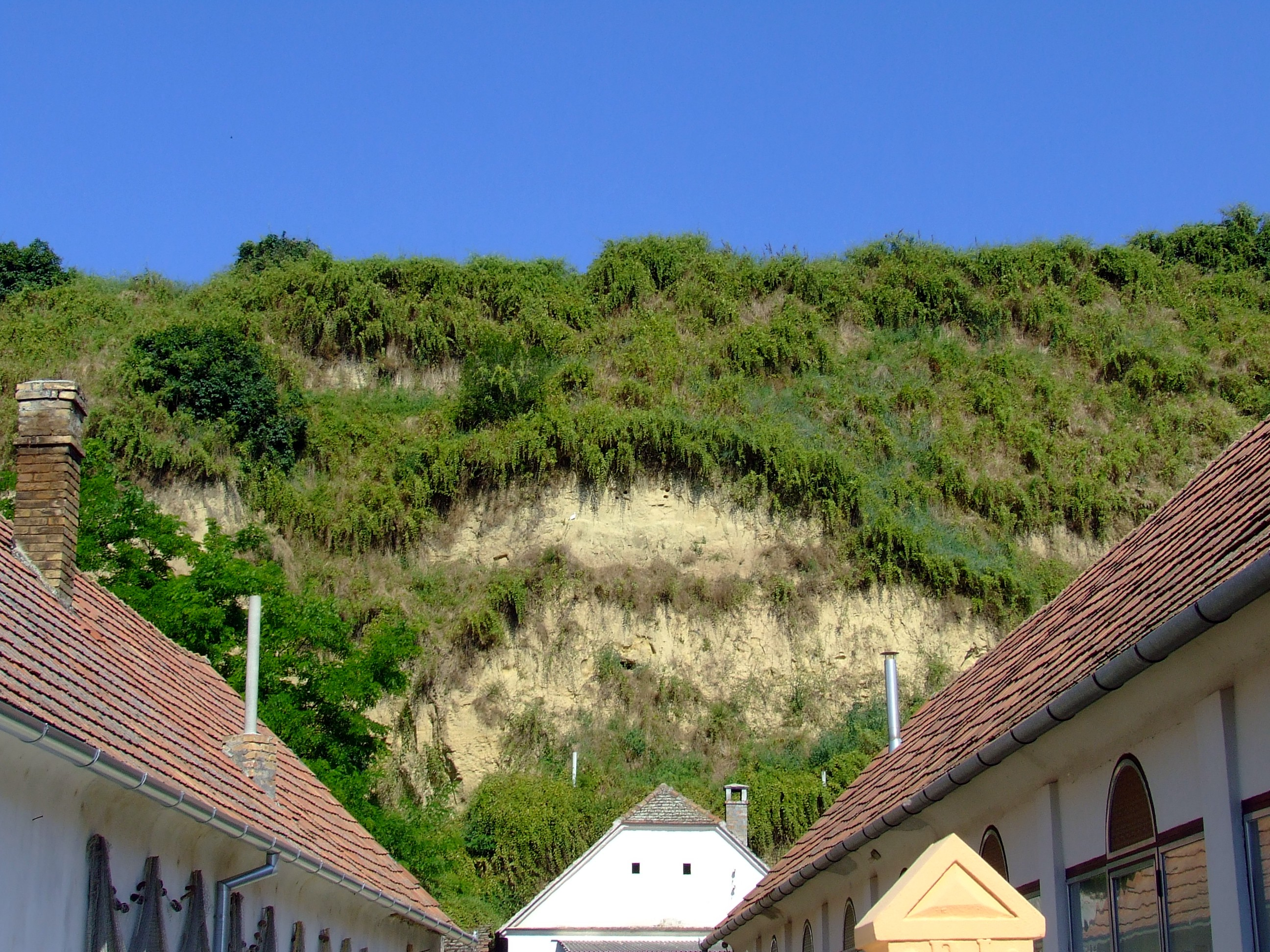
Detail des Lößhügels an der südlichen Abbruchkante

Das Kastell Dunaszekcső (lateinisch Lugio in der Spätantike umbenannt in Florentia) war ein römisches Militärlager, dessen Besatzung für Sicherungs- und Überwachungsaufgaben am Limes Pannonicus zuständig war. Die Donau bildete in weiten Abschnitten die römische Reichsgrenze. Die Baureste der Anlage befinden sich auf einem mächtigen Lößplateau unmittelbar über dem westlichen Flussufer. Die Anhöhe wird an ihren nördlichen, westlichen und südlichen Flanken von dem im ungarischen Komitat Baranya liegenden Dorf Dunaszekcső (früher Szekcső) umschlossen.

## Lage
Der die Landschaft dominierende ovale Lößhügel, der in die Überlieferung als „Várhegy“ (Burghügel) eingegangen ist, erhebt sich mit seinen steil abfallenden Hängen mehr als 40 Meter über der Donau. Bereits in vorgeschichtlicher Zeit wurde die Anhöhe besiedelt. Davon zeugen Funde und Reste von Befestigungsanlagen der Bronzezeit sowie der keltischen Epoche, während der in der nahen Umgebung ein Oppidum entstand. 1913 fanden sich auf dem Burgberg 900 keltische Münzen. Auch die Römer erkannten rasch das strategische Potential des Plateaus. Neben der Garnison entwickelte sich das Lagerdorf (Vicus) zu einem wichtigen Verkehrsknotenpunkt, da eine Fernstraße über den Fluss hinweg nach Osten in das von den oftmals kriegerischen sarmatischen Jazygen besiedelte Barbaricum und bis weiter nach Dakien führte.

## Forschungsgeschichte
Lugio wird literarisch erstmals von Claudius Ptolemäus im 2. Jahrhundert n. Chr. zwischen Lussonium und Teutoburgium erwähnt. Weitere Namensnennungen finden sich im Itinerarium Antonini, einem Reichsstraßenverzeichnis aus dem 3. Jahrhundert, als Lugione und auf der Tabula Peutingeriana, einer kartografischen Darstellung des römischen Straßennetzes im 4. Jahrhundert gleichfalls als Lugione. Weitere Nennungen unter diesem Namen stammen aus der Notitia dignitatum, einem römischen Staatshandbuch aus dem 5. Jahrhundert sowie im 7. Jahrhundert durch den Geograph von Ravenna. Der Codex Iustinianus, eine Gesetzessammlung aus dem 6. Jahrhundert, nennt den Ort Lucione. Am Ende des 3. Jahrhunderts erscheint der Name Florentia, der in den späteren antiken Publikationen allerdings nicht wieder aufgegriffen wird.
Karten, die Ungarn nach der so verheerenden türkischen Besatzungszeit zeigen, dokumentieren erstmals den Kastellplatz, über dem damals eine später abgebrochene Burg stand. Der Kirchenmann Stephanus Salagius (István Szalágyi, 1739–1796) war der erste, der die antike Stätte beschrieb. Ihm folgte der Gelehrte Matthias Petrus Katancsich (Matija Petar Katančić) (1750–1825), der Lugio identifizierte. Viel später führten der Archäologiepionier Flóris Rómer (1815–1889) und in der Folge Mór Wosinsky (1854–1907) sowie nach dem Zweiten Weltkrieg auch der Archäologe Zsolt Visy sowie Mihály Kőhegyi Geländebegehungen durch. Bis weit in das 20. Jahrhundert waren jedoch nur die Befunde aus einigen unsystematische Ausgrabungen bekannt, die während der ersten Hälfte des 20. Jahrhunderts stattgefunden hatten. Daneben standen den Archäologen die Lesefunde aus den Prospektionen sowie einige gute Luftaufnahmen zur Verfügung.
Ein Plan unbekannter Herkunft, der um 1900 angefertigt wurde, zeigt die damals noch erhaltenen Kastellmauern. Wie an so vielen antiken Plätzen in Europa hat erst die Neuzeit wichtige archäologische Strukturen, Funde und Befunde vor ihrer Untersuchung vernichtet. Da Lößgründe sehr fruchtbar sind, wurde das Plateau intensiv für den Weinbau genutzt. Teilweise sind zudem ganze Lößbänke aus dem Hang gebrochen und der Berg mit modernen Kellern durchlöchert worden. Das römische Kastell litt durch den uneingeschränkten Steinraub der Einheimischen und Schatzgräber plünderten alles, was sie finden konnten. Daneben hinterließen illegalen Raubgräber schwere Zerstörungen an den Kulturschichten des Lagerdorfes (Vicus) der Garnison. Notgrabungen im Kastell führten in der Folge Valéria Kováts und Borbála Maráz durch. Das Lagerdorf selbst wurde seit 1998 durch den Archäologen Olivér Gábor systematisch erforscht.

## Baugeschichte
Auf dem Burgberg siedelten im ersten Jahrhundert v. Chr. Kelten, die möglicherweise ihr eigenes Geld herstellten. Nach der Okkupation Pannoniens ab 9 n. Chr. wurden auch die Römer auf die Gegend aufmerksam. Bereits die schon früh gemachten Oberflächenfunde wiesen ein großes Spektrum an norditalischer Terra Sigillata auf. Daher konnte bereits der Archäologe Lajos Nagy († 1947) die Gründung Lugios in das 1. Jahrhundert n. Chr. datieren. Die Herkunft zweier Scherben wurde nach Arretium (Arezzo) verortet. Eine Sigillate besaß die Form Drag. 15/17.
Ein erstes mutmaßliches Holz-Erde-Kastell wird daher für die flavische Zeit (69–96) angenommen. Es soll sich vielleicht auf dem Püspök- (Bischofs-) Hügel befunden haben, der nordöstlich des Burgberges und südlich des eigentlichen keltischen Oppidums liegt. Das darauffolgende Steinkastell entstand während der ersten Hälfte des 2. Jahrhunderts n. Chr. auf dem Burgberg und wurde während der Markomannenkriege (166–180) zerstört. Gegen Ende des 3. und während des 4. Jahrhunderts ist die erneuerte Fortifikationen mehrfach wiederhergestellt worden. Da die Ostseite des Burgberges von der Donau abgeschwemmt worden ist, kann nur noch die Längenausdehnung des Kastells genau vermessen werden. Je nach Forschermeinung wird daher der Umfang der Anlage mit 175  × ca. 75–130 Metern angegeben.
Am Ende des 4. Jahrhunderts räumte das Militär offensichtlich große Flächen innerhalb des Kastells. Nur eine Restbesatzung verblieb, die Bestattungen auf dem ehemaligen Garnisonsgelände zuließ. Diese Entwicklung lässt sich an vielen römischen Militärstandorten entlang der Donau beobachten. Als letzte Spuren antiken Lebens sind auch im frühen 5. Jahrhundert noch Gräber im Kastellbereich nachzuweisen.
Die besondere Bedeutung Lugios während der beginnenden spätrömischen Epoche wird durch die Anwesenheit des Kaisers Diokletian (284–305) unterstrichen, der hier am 5. November 293 zwei Erlasse herausgab. Nach Diokletian wurde Lugio in Florentia umbenannt.

## Truppe und Militärpersonen
2001 stellte der Epigraphiker Barnabás Lőrincz (1951–2012) seine Truppenaufstellung der Prinzipatszeit für Pannonien zusammen. Diese Aufstellung, zusammen mit anderen Forschermeinungen und der Ergänzung des spätantiken Truppenkontingents wird in der Liste weiter unten behandelt. Früher wurde die Cohors II Asturum et Callaecorum (equitata) – (2. teilberittene Kohorte der Asturer und Callaecier), die seit der Flavierzeit in Pannonien stationiert war und nach der Provinzteilung (101–106) den Streitkräften Niederpannoniens zugeschlagen wurde, während der ersten Hälfte des 2. Jahrhunderts nach Lugio. oder Ad Militare verortet. Für Lőrincz blieb der pannonische Standort dieser Einheit nach der Auswertung neuerer Forschungsergebnisse jedoch unbekannt.
| Zeitstellung              | Truppenname                                         | Bemerkung |
| ------------------------- | --------------------------------------------------- | --- |
| 41 (?) bis 54 n. Chr.     | Cohors I Alpinorum equitata                         | Von 41 (?) bis 54 lag die 1. teilberittene Kohorte der Alpenbewohner in Dunaszekcső und war möglicherweise von 54 bis 69 nach Carnuntum abkommandiert. Zwischen 70 und 101 ist sie im ungarischen Binnenkastell Gorsium nachweisbar, von wo aus sie anschließend von 101 bis 118/119 nach Vetus Salina an den Donaulimes verlegt wurde. Zeitgleich existierte allerdings eine Kohorte desselben Namens, die sich von 103–106 in der römischen Provinz Moesia superior (Obermösien) nachweisen lässt. Im Anschluss daran haben die „Alpenbewohner“ in Matrica ihren Dienst geleistet und lagen hier bis zum Ausbruch der Markomannenkriege. Ein Inschriftenbruchstück aus Lugio nennt Tiberius Claudius Magiatus, einen Reiter der Cohors I Alpinorum equitata. Nach 202 hat ein Kommandeur (Praefectus cohortis) der Kohorte einen Votivaltar in Lussonium gestiftet. Dort wird auch der damalige Stationierungsort der „Alpenbewohner“ zu suchen sein. |
| um 140 bis um 250 n. Chr. | Cohors VII Breucorum civium Romanorum equitata      | Ein zwischen 1 und 85 n. Chr. entstandener Grabstein eines Soldaten der Cohors VII Breucorum bezeugt die Anwesenheit dieser Truppe für diese Zeit in Mainz-Weisenau. Im Jahr 100 n. Chr. befand sich die 7. teilberittene Kohorte der Breuker römischen Bürgerrechts in Obermösien. Eine in das 2. Jahrhundert datierte Inschrift nennt eine Vexillation der Breuker im syrischen Berytus (Beirut). Ein aus Pannonien stammender Soldat der Truppe wurde offensichtlich während eines Einsatzes im kleinasiatischen Gordion durch seinen Erben, einem Feldzeichenträger der Einheit, begraben. Eine weitere Inschrift nennt die Truppe mit ihrem damaligen Kommandeur in Knodhara auf Zypern. Spätestens seit 143 n. Chr. war die Kohorte in Niederpannonien stationiert und gilt als eine der besterforschten Einheiten in dieser Provinz. Gleich nach ihrer Ankunft in Niederpannonien kam die Einheit nach Lugio. in Garnison und blieb dort bis zur Mitte des 3. Jahrhunderts. Da Ziegelstempel der Kohorte an fast allen Kastellplätzen in Niederpannonien und etlichen in Oberpannonien gefunden wurden, kann davon ausgegangen werden, dass die Truppe entweder Ziegel in großen Mengen zu unterschiedlichen militärischen Baustellen verschickte oder Bautrupps dorthin entsandt. Nach Aussage des Archäologen Zsolt Visy betrieben die Breuker in Lugio ihre eigene Ziegelei. Dieselbe Meinung vertrat sein Kollege Harald von Petrikovits (1911–2010). Während ihrer Zeit in Lugio haben die Breuker in den Jahren 200/201 eine Statue für Kaiser Septimius Severus (193–211) und eine weitere für dessen Sohn, den späteren Kaiser Caracalla, aufgestellt und zwei Ehreninschriften dazu hinterlassen: Imp(eratori) Caes(ari) L(ucio) Sept(imio) Severo Pio Pertinaci Aug(usto) Arab(ico) Adiab(enico) Parthico ma- ximo p(atri) p(atriae) tr(ibunicia) pot(estate) VIIII imp(eratori) XI co(n)s(uli) II proco(n)s(uli) coh(ors) VII Br(eucorum) c(ivium) R(omanorum) eq(uitata) Imp(eratori) Caes(ari) M(arco) Aurel(io) Anto- nino Aug(usto) trib(unicia) pot(estate) IIII proco(n)s(uli) Imp(eratoris) Severi Aug(usti) n(ostri) f(ilio) coh(ors) VII Br(eucorum) c(ivium) R(omanorum) eq(uitata) Sie ist unter anderem sowohl für 192 als auch 203 n. Chr. durch Konstitutionen in der Provinz Pannonia inferior nachgewiesen. |
| 4./5. Jahrhundert         | Classis Histricae/Vexillation der Legio II Adiutrix | Die Notitia dignitatum erwähnt für Florentia einen dort stationierten Flottenverband. sowie eine Abteilung der Legio II Adiutrix. |

## Vicus
Schwerpunktmäßig wurde ab 1998 dea Lagerdorf erforscht. Wichtige Erkenntnisse zur Gründungsphase gewannen die Archäologen dabei anhand von frührömischen Strukturen, die sich während der Grabung an dem Haus eines keltischen Einheimischen aus dem 1. Jahrhundert n. Chr. manifestierten. Neben dem zu fast jedem Garnisonsort gehörenden Brandgräberfeld wurde ein Handwerkerviertel des zweiten und dritten Jahrhunderts untersucht, zu dem Back- und Töpfereiöfen gehörten. Aus der für Lugio so bedeutenden spätrömischen Zeit stammte ein hypokaustiertes Haus aus dem dritten und vierten Jahrhundert, das mit Fresken und Kanalisation ausgestattet war. Der Spätantike gehören auch die untersuchten frühchristlichen Grablegen mit ihren Grabkapellen an. Die letzten Lebenszeichen im Bereich des Vicus finden sich im frühen 5. Jahrhundert und stammen von Gruben und brünierten Keramikscherben.

## Weitere wichtige Funde

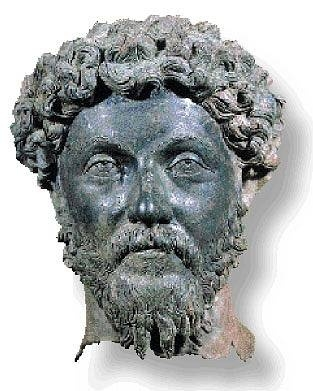
Der in der Fachliteratur oft erwähnte Kopf des Mark Aurel befindet sich heute im Janus-Pannonius-Museum in Pécs.

Das schönste und bedeutendste Fundstück aus Lugio war der auf dem Kastellhügel entdeckte lebensgroße Kopf einer Bronzestatue des von 161 bis 180 n. Chr. regierenden Kaisers Mark Aurel.
Für die Forschung ist auch ein teilweise erhaltenes Votivrelief mit einer Weihung für den Fruchtbarkeitsgott Liber von besonderem Interesse. Dargestellt ist in dieser provinzialrömischen Arbeit der Triumphzug des Bacchus mit zwei tanzenden Kentauren, Kamel- und Maultierreiter, einem Flöte spielenden Pan, Satyr, Mänade sowie einer Darstellung von der Auffindung der Ariadne.
Bemerkenswert ist ein brünierter Krug mit dem Gesicht eines Hunnen. Das 1901 gefundene dunkelbraune Stück wurde auf der Drehscheibe gefertigt und besaß ursprünglich einen Henkel. Als zusätzlichen Zierrat hatte der Töpfer ein eingeglättetes Tannenzweigmuster angebracht, wie es in ähnlicher Form auch an anderen spätrömischen und barbarischen Gefäßen des 5. Jahrhunderts zu finden ist.
Insbesondere ein frühchristlicher Glasbecher des 4. Jahrhunderts hat ebenfalls herausragende Bedeutung. Er besitzt einen Boden, in den Gold eingelegt wurde, und zeigt auf seiner Schauseite die Brustbilder eines Ehepaares. Über den Köpfen der beiden ist ein Spruch aus dem Brief des Paulus an die Philipper des Neuen Testaments zu lesen: Semper gaudeatis in nomine dei – Freuet euch allzeit im Namen des Herrn.
Zum Fundgut gehören auch folgende Ziegelstempel:
- COH V[II BR]
- [COH VII BR] GORD

Beide Stempel stammen von der hier stationierten COH(ors) VII BR(eucorum civium Romanorum equitata). Den Zusatz GORD(iana) erhielt die Truppe als Auszeichnung während der Herrschaft des Kaisers Gordian III. (238–244).

## Fundverbleib
Fundstücke aus den Grabungen befinden sich heute im Janus-Pannonius-Museum in Pécs sowie im Ungarischen Nationalmuseum in Budapest.

## Denkmalschutz
Die Denkmäler Ungarns sind nach dem Gesetz Nr. LXIV aus dem Jahr 2001 durch den Eintrag in das Denkmalregister unter Schutz gestellt. Die römischen Fundstellen in Dunaszekcső und Umgebung gehören als archäologische Fundstätten nach § 3.1 zum national wertvollen Kulturgut. Alle Funde sind nach § 2.1 Staatseigentum, egal an welcher Stelle der Fundort liegt. Verstöße gegen die Ausfuhrregelungen gelten als Straftat bzw. Verbrechen und werden mit Freiheitsentzug von bis zu drei Jahren bestraft.